# Thranius infernalis
Thranius infernalis es una especie de escarabajo longicornio del género Thranius, tribu Thraniini, subfamilia Cerambycinae. Fue descrita científicamente por Matsushita en 1933.

## Descripción
Mide 10-20 milímetros de longitud.

## Distribución
Se distribuye por China.